# Флора

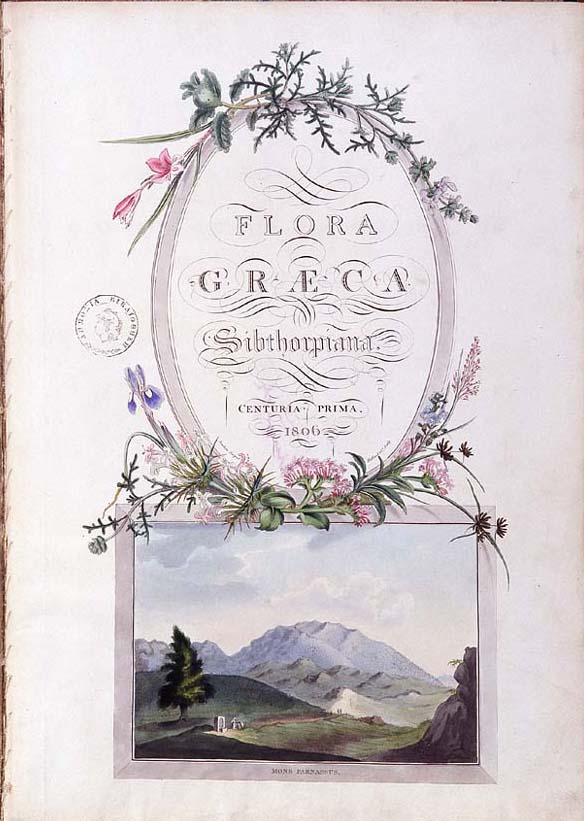
Джон Сибторп. «Флора Греции». Титульный лист первого издания (1806)

Фло́ра (лат. flora) в ботанике — исторически сложившаяся совокупность видов растений, распространённых на конкретной территории («флора России») или на территории с определёнными условиями («флора болот») в настоящее время или в прошедшие геологические эпохи
. Со слова «флора» традиционно начинается название обзорных трудов, посвящённых растительному миру той или иной территории. Аннотированный список флоры (список с указанием кратких сведений о каждом виде растений, известных с указанной территории), называется конспектом флоры. Раздел ботаники, занимающийся изучением флоры, называется флористикой, а учёные, специализирующиеся на флористике, — флористами.
На практике под выражением «Флора территории» нередко понимают не все растения данной территории, а только сосудистые растения (Tracheophyta) (то есть семенные и папоротникообразные); растения других групп, как правило, рассматриваются отдельно в силу особенностей методики сбора и определения. Комнатные растения, растения в оранжереях и других сооружениях с искусственным климатом не входят в состав флоры.
Традиционно термин «флора» («микрофлора») используется и для описания совокупности микроорганизмов, характерных для определённого органа человека или животного (например, «флора кишечника», «микрофлора кожи человека»), поскольку бактерии и грибы ранее относили к царству растений.

## Происхождение термина
Название термина произошло от имени древнеримской богини цветов и весеннего цветения Флоры (лат. Flora).
Слово «флора» в значении «совокупность растений» впервые было использовано польским ботаником Михалом Боймом (1614—1659) в работе Flora Sinensis («Флора Китая»), вышедшей в Вене в 1656 году.

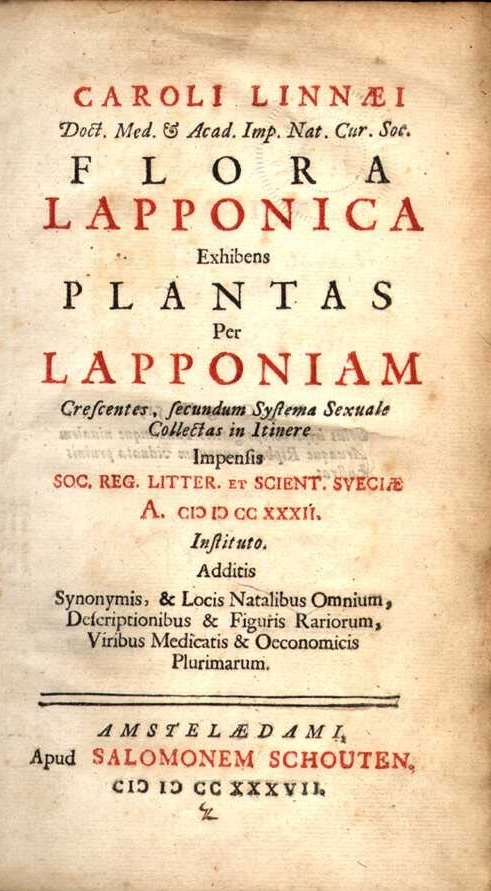
Титульный лист первого издания работы Карла Линнея Flora Lapponica (1737)

Второй раз в этом значении слово «флора» было использовано великим шведским натуралистом Карлом Линнеем (1707—1778) в его работе Flora Lapponica («Флора Лапландии»), изданной в Амстердаме в 1737 году. Именно эта книга стала первой в жанре «флоры» в его современном понимании — то в есть в жанре обзорного труда, посвящённому растительному миру той или иной территории. Flora Lapponica представляет собой обзор растительного мира Лапландии и содержит подробное описание 534 видов растений и грибов, из которых около ста были описаны впервые. Принцип построения этой книги (вводные главы с информацией об описываемой местности и истории изучения её природы; раздел с описанием видов растений, в том числе, для каждого вида, — сведения о его морфологии, особенностях произрастания, таксономические данные и краткая информация об использовании растения; в конце книги — список литературы) оказался композиционно совершенным и стал использоваться и в других аналогичных сочинениях.

## Методы анализа флоры
- географический анализ — разделение флоры по географическому распространению; выявление доли эндемиков;
- генетический анализ (от др.-греч. γένεσις «происхождение, возникновение») — разделение флоры по критериям географического происхождения[5] и истории расселения;
- ботанико-географический анализ — установление связей данной флоры с другими флорами;
- эколого-фитоценологический анализ — разделение флоры по условиям произрастания, по типам растительности;
- возрастной анализ — разделение флоры на прогрессивные (молодые по времени появления), консервативные и реликтовые элементы;
- анализ систематической структуры — сравнительный анализ количественных и качественных характеристик различных систематических групп, входящих в состав данной флоры.

Все методы анализа флоры опираются на её предварительную инвентаризацию, то есть выявление её видового и родового состава.

## Типификация флоры

### Флора специализированных групп
Совокупности растительных таксонов, охватывающих отдельные группы растений, имеют соответствующие специализированные названия:
- Альгофлора — флора водорослей[2];
- Бриофлора — флора мохообразных[2];
- Дендрофлора, или арборифлора — флора древесных растений.

Ещё три термина появились до того, как эти группы организмов перестали относить к растениям:
- Лихенофлора — флора лишайников;
- Микофлора — флора грибов;
- Миксофлора — флора миксомицетов (слизевиков).

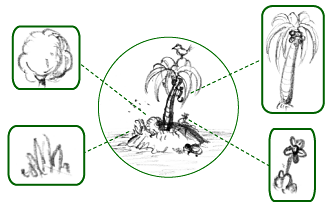
Условное изображение флоры острова, в состав которой входит четыре вида растений

### Флора территорий
С точки зрения характера рассматриваемых территорий различают:
- Флору Земли в целом;
- Флору континентов (материков) и их частей;
- Флору отдельных естественных образований (островов, полуостровов, горных систем);
- Флору стран, областей, штатов и других административных образований.

### Флора по критерию внешних условий
По критерию внешних условий рассматриваемых территорий различают:
- Флору чернозёма и других типов почв;
- Флору болот и других особых участков земной поверхности;
- Флору рек, озёр и других пресных водоёмов;
- Флору морей и океанов.

### Аборигенная и адвентивная флора
Рассматривая конкретную современную флору с точки зрения происхождения видов, отличают аборигенные (от лат. aborigenes ← ab origene «от начала»), или автохтонные растения — достаточно давно обитающие в рассматриваемой местности, — и адвентивные (от лат. adventicius «пришлый», «чуждый»), или заносные, или пришлые растения — ранее здесь отсутствовавшие, а позже сюда занесённые (или в результате деятельности человека, или посредством каких-либо природных агентов). Совокупность видов аборигенных растений некой местности называют аборигенной флорой, а совокупность видов адвентивных растений — адвентивной флорой этой местности.
Разные авторы используют разные критерии отнесения растений к адвентивной флоре: в узком смысле к ней относят неустойчивые и случайные компоненты флоры, то есть такие, процесс натурализации которых не завершён; в широком смысле к адвентивной флоре относят все растения, которые появились в данной местности после того, как здесь поселился человек, в том числе натурализовавшиеся растения — то есть такие, которые в рассматриваемой местности сумели акклиматизироваться и занять прочное положение в местном растительном покрове. На некоторых территориях адвентивные (пришлые) растения занимают существенное, а иногда и доминирующее положение, при этом порой препятствуя воспроизводству некоторых аборигенных растений. В качестве примеров таких ситуаций можно отнести широкое распространение опунций в Австралии, Южной Европе и странах Ближнего Востока, а также активное распространение в аргентинской пампе астровых, европейских по происхождению. Некоторые сорные растения широко распространились по странам всего света с развитым земледелием, засоряя посевы сельскохозяйственных культур.

### Типы флоры по Краснову
В 1888 году в своей работе «Опыт истории развития флоры южной части Восточного Тянь-Шаня» российским ботаником Андреем Николаевичем Красновым (1862—1914/1915) было предложено следующее деление флор территорий на части:
F = ƒ1 + ƒ2 + ƒ3;
где

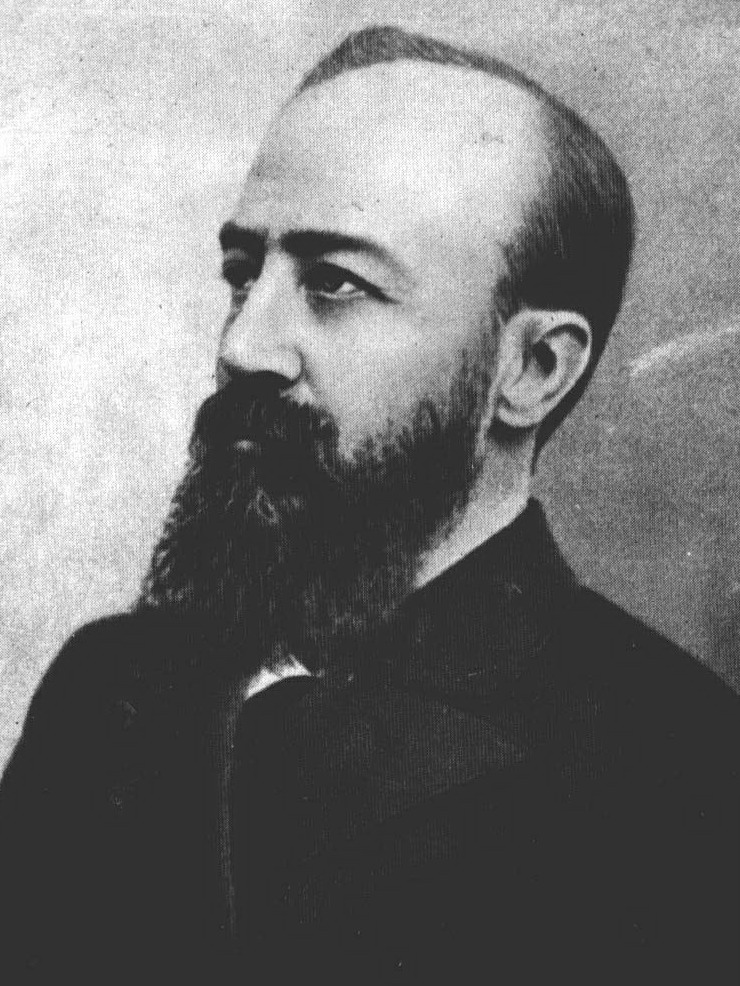
А. Н. Краснов (1862—1914/1915)

- F — совокупность видов, ныне растущих на данной территории;
- ƒ1 — не изменившиеся или слабо изменившиеся виды, обитавшие здесь до четвертичного периода;
- ƒ2 — виды, представляющие собой результат изменения третичных форм под влиянием условий, имевших место на данной территории;
- ƒ3 — виды, переселившиеся на данную территорию в позднейшую эпоху.

Флору, для которой F близко к ƒ1, называют реликтовой. Такая флора характерна для Канарских островов, Китая, Японии.
Флору, для которой F близко к ƒ2, называют трансформационной. Такая флора характерна, к примеру, для Средней Азии.
Флору, для которой F близко к ƒ3, называют миграционной. Такая флора характерна для Западной Европы.

### Флора по критериям использования
Для обозначения совокупности культурных растений, выращиваемых на определённой территории, используется выражение «культурная флора».
Иногда также встречается выражение «флора здоровья» — метафора, используемая для обозначения совокупности видов лекарственных растений, распространённых на определённой территории или в целом на Земле.

## Флористическое районирование
Сравнительный анализ флор различных территорий является основой для флористического районирования земного шара, то есть создания «флористической системы» — системы деления земного шара на естественные флористические единицы.